# Pulya+ (2 CD)
Pulya+ (2 CD) (en  ruso:'Пуля'). Significa "Bala+ (2 CD)". Es el quinto álbum de estudio de Leningrad. Fue editado en dos discos y se lanzó con diseño muy original: Un embalaje doble con una especie de bono adjunto que era un trago de vodka. Con 32 pistas, el primer CD es Pulya en su versión original y el segundo contiene ocho pistas adicionales.

## Listado de temas
Disco 1

| N.º   | Título                                                                                  | Duración |  |
| 1.    | «Я так люблю тебя - Ya Tak Lyublyu Tebya - (Te amo tanto)»                              | 2:52     |  |
| 2.    | «"Айседора" - Aysedora - (Nombre ruso)»                                                 | 4:18     |  |
| 3.    | «"Танцы" - Tantsi - (Danza)»                                                            | 2:29     |  |
| 4.    | «"Невский Проспект" - Nevskiy Prospekt - (Nevsky Prospect)»                             | 2:40     |  |
| 5.    | «"Таня " - Tanya - (Nombre ruso)»                                                       | 2:30     |  |
| 6.    | «"Контакт" - Kontakt - (Contacto)»                                                      | 2:20     |  |
| 7.    | «"Люба" - Lyuba - (Nombre ruso)»                                                        | 2:24     |  |
| 8.    | «"Давай-давай" - Davay-Davay - (¡vamos, vamos!)»                                        | 2:05     |  |
| 9.    | «"Молодость" - Molodost' - (Juventud)»                                                  | 3:35     |  |
| 10.   | «"Катюха" - Katyuja - (Nombre ruso)»                                                    | 2:35     |  |
| 11.   | «"Любовь" - Lyubov' - (Amor)»                                                           | 2:00     |  |
| 12.   | «"Пуля" - Pulya - (Bala)»                                                               | 3:10     |  |
| 13.   | «"Матросы" - Matrósi (Marineros)»                                                       | 1:56     |  |
| 14.   | «"Айседора" - Aisedora (Nombre Ruso)»                                                   | 2:33     |  |
| 15.   | «"Колокола" - Kolokolá (Campanas)»                                                      | 2:42     |  |
| 16.   | «"Танец маленьких лебедей" - Tenets Malen'kij lebedey - (Danza de los pequeños cisnes)» | 1:17     |  |
| 41:39 |                                                                                         |          |  |

Disco 2

| N.º   | Título                                                     | Duración |  |
| 1.    | «Я так люблю тебя - Ya Tak Lyublyu Tebya - (Te amo tanto)» | 2:52     |  |
| 2.    | «Таблетка - Tabletka - (Pastilla)»                         | 2:39     |  |
| 3.    | «Таня - Tanya - (Nombre ruso)»                             | 2:22     |  |
| 4.    | «Леля - Lelya»                                             | 2:25     |  |
| 5.    | «Любовь - Lyubov' - (Amor)»                                | 1:52     |  |
| 6.    | «Пуля - Pulya - (Bala)»                                    | 2:44     |  |
| 7.    | «Матросы - Matroci - (Merinero) "Зенит" - zenit - (Zenit)» | 2:23     |  |
| 8.    | «Света - Sveta - (Nombre ruso)»                            | 3:04     |  |
| 9.    | «Звезды и Луна - Zvezda i Luna - (Las estrellas y luna)»   | 2:06     |  |
| 10.   | «Люба - Lyuba - (Nombre ruso)»                             | 2:48     |  |
| 11.   | «Давай-давай - Davay-Davay - (¡vamos, vamos!)»             | 3:09     |  |
| 12.   | «Катюха - Katyuja - (Nombre ruso)»                         | 3:22     |  |
| 13.   | «Айседора - Aysedora - (Nombre ruso)x»                     | 2:25     |  |
| 14.   | «Письма - Picma - (Cartas)»                                | 3:11     |  |
| 15.   | «Зенит - Zenit»                                            | 1:19     |  |
| 16.   | «Дачники - Dachniki (Granjeros) (Bonus Track)»             | 2:08     |  |
| 38:55 |                                                            |          |  |